# Crinia bilingua
Espèce
Synonymes
- Ranidella bilingua Martin, Tyler & Davies, 1980

Statut de conservation UICN

 LC  : Préoccupation mineure
Crinia bilingua est une espèce d'amphibiens de la famille des Myobatrachidae.

## Répartition
Cette espèce est endémique du Nord de l'Australie,. Elle se rencontre de la région de Kimberley en Australie-Occidentale jusqu'au Nord-Est du Territoire du Nord. Elle est présente jusqu'à 600 m d'altitude.

## Comportement, habitat
Crinia bilingua est une espèce terrestre qui vit dans les savanes humides, les cours d'eau intermittents et les marais.

## Publication originale
- Martin, Tyler & Davies, 1980 : A new species of Ranidella (Anura: Leptodactylidae) from northwestern Australia. Copeia, vol. 1980, p. 93-99.